# Faktoriet

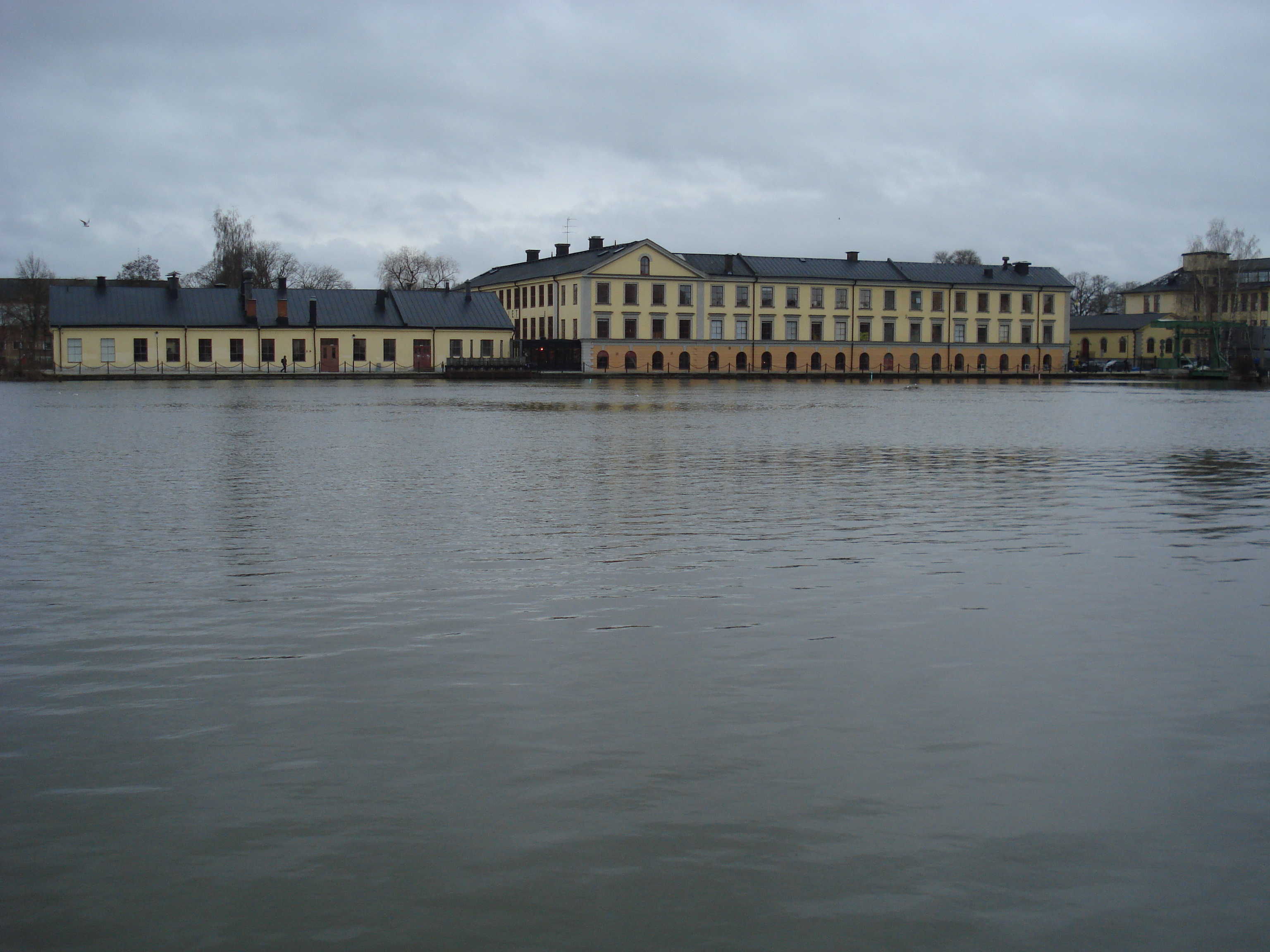
Faktoriet där en del av museet finns.

Faktoriet är en del av Eskilstuna stadsmuseum i Eskilstuna.
Stadsmuseet på Faktoriholmarna är ett museum och en mötesplats för teknik- och industrihistoria. I byggnaden fanns fram till 1969 Carl Gustafs stads gevärsfaktori. Tio år därefter öppnades de första delarna av museet. I utställningen ingår ångmaskiner, experimentrummet Faktotum, tillfälliga utställningar, en mekanisk verkstad från sekelskiftet 1900, ett mindre café samt en museibutik. En skola, kallad Faktoriet, finns återfinns i byggnadens övervåning.